# Modern och dottern
Modern och dottern (turkiska: Anne) är en turkisk TV-serie baserad på den japanska TV-serien Mother. TV-serien visades för första gången på Star TV från 25 oktober 2016 till 20 juni 2017. I Sverige sändes serien i SVT från 17 augusti 2020 till 19 mars 2021.

## Skådespelare
| Cansu Dere          | – Zeynep Güneş                               |
| Vahide Perçin       | – Gönül Aslan / Sakar Teyze ("Tant Klumpig") |
| Beren Gökyıldız     | – Melek Akçay / Turna Güneş                  |
| Gonca Vuslateri     | – Şule Akçay                                 |
| Berkay Ateş         | – Cengiz Yıldız                              |
| Gülenay Kalkan      | – Cahide Güneş                               |
| Can Nergis          | – Ali Arhan                                  |
| Serhat Teoman       | – Sinan Demir                                |
| Şükrü Türen         | – Arif                                       |
| Alize Gördüm        | – Gamze Güneş                                |
| Ahsen Eroğlu        | – Duru Güneş                                 |
| Umut Yiğit Vanlı    | – Sarp                                       |
| Onur Dikmen         | – Rıfat                                      |
| Erdi Bolat          | – Ramo                                       |
| Ali Süreyya         | – Mert                                       |
| Meral Çetinkaya     | – Zeynep Aslan                               |
| Zuhal Gencer Erkaya | – Saniye                                     |
| Arzu Oruç           | – Dilara                                     |
| Ayşegül İşsever     | – Serap                                      |